# سفارة المغرب في بولندا
سفارة المغرب في بولندا هي أرفع تمثيل دبلوماسي لدولة المغرب لدى بولندا. تقع السفارة في شارع ياروسلافا دابروفسكييغو رقم 72 بوارسو وهي تهدف لتعزيز المصالح المغربية في بولندا.
السفير الحالي هو عبد الرحيم عتمون منذ 25 يونيو 2019

## تاريخ العلاقات الدبلوماسية
بدأت العلاقات الدبلوماسية بين المغرب و بولندا في 7 يوليو 1959. لطالما كانت هذه العلاقات ودية و اتسمت بالاحترام المتبادل بين الشريكين. منذ ذلك الحين، تبادل البلدين العديد من السفراء في الرباط و وارسو.

## سفراء المغرب
| سفير               | تاريخ البدء    | تاريخ تقديم أوراق الإعتماد | تاريخ الانتهاء | ملك المغرب               | رئيس بولندا                                                         |
| ------------------ | -------------- | -------------------------- | -------------- | ------------------------ | ------------------------------------------------------------------- |
| عبد الرحيم حركات   | 1962           |                            | 1 يوليو 1966   | الحسن الثاني             | أليكساندر زافادزكي/إدفارد أوخاب                                     |
| عبد السلام حراقي   | 10 نوفمبر 1966 |                            | 1975           | الحسن الثاني             | إدفارد أوخاب/ماريان سبيخالسكي/هنريك يابوونسكي                       |
| عبد العزيز بناني   | 1975           |                            | 1982           | الحسن الثاني             | هنريك يابوونسكي                                                     |
| عبد السلام الوزاني | 1982           |                            | 1991           | الحسن الثاني             | هنريك يابوونسكي/فويتشخ ياروزلسكي/ريزارد كاسزورووسكي/ليخ فاونسا      |
| عبد المجيد عالم    | 1991           |                            | 1994           | الحسن الثاني             | ليخ فاونسا                                                          |
| عبد العظيم التبر   | 20 يوليو 1994  | 8 سبتمبر 1994              | 2000           | الحسن الثاني/محمد السادس | ليخ فاونسا/ألكسندر كفاشنيفسكي                                       |
| حسن عبادي          | 26 سبتمبر 2001 |                            | 2003           | محمد السادس              | ألكسندر كفاشنيفسكي                                                  |
| عبد السلام عالم    | 2003           |                            | 2008           | محمد السادس              | ألكسندر كفاشنيفسكي/ليخ كاتشينسكي                                    |
| موحا والي تاغما    | يناير 2009     |                            |                | محمد السادس              | ليخ كاتشينسكي/بوغدان بوروسيفيتش/غجيغوج سخيتينا/برونيسواف كوموروفسكي |
| يونس التيجاني‘     | 9 مارس 2013    |                            |                | محمد السادس              | برونيسواف كوموروفسكي/أندجي دودا                                     |
| عبد الرحيم عتمون‘  | 25 يونيو 2019  |                            |                | محمد السادس              | أندجي دودا                                                          |

## وصلات خارجية
- قائمة سفارات المغرب
- قائمة السفارات في بولندا